# Герб Повуа-де-Ланьозу
Ге́рб По́вуа-де-Ланьо́зу — офіційний символ містечка Повуа-де-Ланьозу, Португалія. Використовується як територіальний герб. У червоному щиті із золотими філігранями синій хрест, по центру якого золотий замок із однією баштою, синіми вікнами і брамою. Щит увінчує срібна мурована містечкова корона з чотирма вежами.  Під щитом біла стрічка, на якій великими літерами напис португальською: «vila da Póvoa de Lanhoso» (містечко Повуа-де-Ланьозу).  Офіційно затверджений 25 липня 1940 року.    

## Галерея

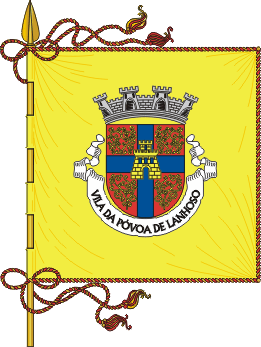
Прапор